# 卢布林省 (1474–1795)
卢布林省（拉丁語：Palatinatus Lublinensis）是一个1474年从桑多梅日省分割出去的，到1795年瓜分波兰时撤销的波兰王国省份。属于小波兰行省。

## 政府部门所在地
省总督（Wojewoda）：
- 卢布林

## 行政区划
| 行政区划   | 波兰语            | 首府     |
| 卢布林县   | Powiat Lubelski   | 卢布林   |
| 乌赞杜夫县 | Powiat Urzędowski | 乌赞杜夫 |
| 乌库夫县   | Powiat Łukowski   | 乌库夫   |

## 主要省总督
- 扬·菲利克斯·“斯兹兰姆”·塔尔诺夫斯基（1494年以前）
- 皮奥特尔·费尔雷耶（1537年－1545年）
- 老扬·塔尔洛（1574年－？）
- 马利克·索别斯基（1597年－？）
- 亚历山大·皮奥特尔·塔尔沃（1631年－1649年）
- 马尔钦·加莫耶斯基（1682年－？）
- 小扬·塔尔洛（1719年－？）
- 托马什·安东尼·加莫耶斯基（1744年－？）
- 安东尼·鲁伯米尔斯基（1778年－？）

## 临近省份和地区
- 马索维安省
- 布雷斯特-里托夫斯科省
- 鲁塞尼亚省
- 桑多梅日省
- 贝沃兹省